# トゥールコワン
トゥールコワン (Tourcoing) はフランス北部ノール県のリール郡にあるコミューン。リール都市圏に含まれる。ベルギーとの国境に隣接している。

## 見所
- トゥールコワン植物園
- サン＝クリストフ教会
- 市庁舎
- Hospice de Havre

## ゆかりのある有名人
- アルベール・ルーセル : 作曲家
- ブリジット・フォッセー : 女優
- ブリジット・ラーエ : ポルノ女優

## 姉妹都市
- ボトロップ（ドイツ）
- ビエッラ（イタリア）
- ギマランイス（ポルトガル）
- ヤストシェンビェ＝ズドルイ（ポーランド）
- ムスクロン（ベルギー）
- ロッチデール（イギリス）